# Federico Hernán Pereyra
Federico Hernán Pereyra (Río Cuarto, Argentina, 4 de enero de 1989) es un futbolista argentino nacionalizado chileno. Se desempeña como defensa en Deportes Temuco de la Primera B de Chile. Es hermano del exfutbolista Guillermo Pereyra.

## Trayectoria
Federico Pereyra realizó las divisiones menores en River Plate, sin embargo a los 19 años emigró a la liga de ascenso de España.
A mediados del 2014 llegó al Blooming para disputar el torneo boliviano. Jugó con sus compatriotas Hugo Bargas, Sergio Almirón, Martin Minadevino, Mauro Marrone y Matias Manzano. A final de temporada logró clasificar a la Copa Sudamericana 2016.

### The Strongest
El 19 de mayo del 2015 es confirmado como nuevo refuerzo del The Strongest, club al que firmó por una temporada. Además, jugó la Copa Libertadores 2016, realizando partidos destacables. Jugó un total de 36 partidos.
Luego de no renovar con el The Strongest, ficha por el recién ascendido a la Liga Premier de Ucrania, FC Zirka Kropyvnytsky. Jugó un total de 22 partidos y anotó 2 goles. A mediados del 2017 ficha por FK Karpaty Lviv. Jugó al lado de su compatriota Francisco di Franco.

### Huachipato
A inicios del 2018 fue confirmado como nuevo refuerzo de Huachipato para reemplazar a Omar Merlo quien se fue al fútbol peruano. Logró anotar 4 goles en 44 partidos en 2 años. Además logró clasificar a la Copa Sudamericana 2020.

### Coquimbo Unido
Luego de que no se le renovó su contrato en Huachipato, fichó por Coquimbo Unido. Logró anotar en la primera fase de la Copa Sudamericana 2020 frente al Aragua FC y además ganó la Primera B 2021.En diciembre de 2021 se anunció su renovación por el equipo pirata con vistas a la temporada 2022.

### San Luis
En diciembre de 2022 es anunciado como nuevo jugador de San Luis de la Primera B.

### Deportes Temuco
El 13 de diciembre de 2024 se anuncia su firma por Deportes Temuco de la Primera B chilena, con vistas a la temporada 2025.

## Clubes
| Club                         | País      | Año       |
| ---------------------------- | --------- | --------- |
| Villa Santa Brígida          | España    | 2008-2009 |
| ASIL Lysi                    | Chipre    | 2009-2010 |
| Cerro Reyes                  | España    | 2010-2011 |
| Central Córdoba (SdE)        | Argentina | 2011-2012 |
| Juventud Unida Universitario | Argentina | 2012-2013 |
| Tristán Suárez               | Argentina | 2014      |
| Blooming                     | Bolivia   | 2014-2015 |
| The Strongest                | Bolivia   | 2015-2016 |
| FC Zirka Kropyvnytsky        | Ucrania   | 2016-2017 |
| FC Karpaty Lviv              | Ucrania   | 2017      |
| Huachipato                   | Chile     | 2018-2019 |
| Coquimbo Unido               | Chile     | 2020-2022 |
| San Luis                     | Chile     | 2023-2024 |
| Deportes Temuco              | Chile     | 2025-Act. |

## Palmarés

### Campeonatos nacionales
| Título    | Club           | País  | Año  |
| --------- | -------------- | ----- | ---- |
| Primera B | Coquimbo Unido | Chile | 2021 |